# Coșeiu
Coșeiu è un comune della Romania di 1 266 abitanti, ubicato nel distretto di Sălaj, nella regione storica della Transilvania. 
Il comune è formato dall'unione di 3 villaggi: Archid, Chilioara, Coșeiu.